# Corpus de Sang (Antoni Estruch)
Corpus de Sang o Els segadors és una obra del sabadellenc Antoni Estruch, pintada a l'oli sobre tela el 1907. Mostra una escena de gènere historicista inspirada en la Guerra dels segadors de meitat del segle xvii, obra avui conservada al Museu d'Art de Sabadell.
La obra fou realitzada en una època de desconcert, quan l'artista havia perdut el suport del seu mecenes, Francesc Ponsà. En aquesta època també va pintar «L'onze de setembre del 1714» (1909) que, juntament amb Els Segadors, van ser les obres que més fama van obtenir.